# Дума на жена
Дума на жена (на испански: Palabra de mujer) е мексиканска теленовела, режисирана от Бенхамин Кан, Ерик Моралес и Салвадор Санчес и продуцирана от Хосе Алберто Кастро за Телевиса през 2007 – 2008 г. Адаптацията, написана от Хесус Калсада и Габриел Брисеньо за първа част и Алехандро Поленс и Жанели Лий за втората, е базирана на аржентинската теленовела El amor tiene cara de mujer, създадена по оригиналната история от Нене Каскаяр, и мексиканската теленовела Principessa, с либрето от Карлос Ромеро въз основа на същата история.
В главните роли са Едит Гонсалес, Ядира Карийо, Лудвика Палета, Лидия Авила и Хуан Солер, а в отрицателните – Синтия Клитбо, Виктор Нориега и Агустин Арана. Специално участие вземат Ото Сирго, Роберто Байестерос, Алехандро де ла Мадрид, Рафаел Пуенте мл., Лисардо, Далила Поланко и първите актьори Ирма Лосано, Салвадор Санчес, Хула Посо и Маргарита Исабел.

## Сюжет
Дума на жена проследява живота на четири жени от най-различни социални среди на град Мексико: Ванеса, Фернанда, Паулина и Матилде, които работят за продуцентска компания, която продуцира телевизионно токшоу, което има същото име като теленовелата.
Историята започва, когато Ванеса помага на своята приятелка Делия, чието желание е да създаде продуцентска компания, която да произвежда качествено предаване за жени, а Фернанда, Паулина, Матилде и Ирмита подкрепят бизнес начинанието. Телевизионната програма, която искат да продуцират, се превръща в мотивацията, от която Ванеса се нуждае, за да възстанови живота си, след като Хулиан, съпругът ѝ от 22 години, я напуска заради по-млада жена. Ванеса живее с двете си деца, Клара и Емилиано, които не знаят факта, че много от брачните неволи, преживени от родителите им, са заради загубата на първородния им син преди 20 години, докато са на почивка в Испания. Тъй като нито Ванеса, нито Хулиан не са възстановили истински след загубата на детето, раздялата им се оказа още по-болезнена, тъй като служи като напомняне за миналата им трагедия. В началото на историята Мартин, приятел Ванеса, се превръща в непрекъснат източник на любов и подкрепа за нея, засилвайки напрежението между себе си и Клара, която е предана на баща си.
От друга страна, Паулина произлиза от заможно семейство, но преживява силен вътрешен конфликт – тя не може да прости на Мариано, баща ѝ, че е изоставил майка ѝ и нея, когато е била малка. Оставяйки сама, Паулина е нямала друг избор, освен да отиде да живее при леля си Карлота, манипулативна жена, която се страхува да не остане сама. Разочарована от живота, Паулина се заклева да не се влюби никога.
Фернанда живее сама с дъщеря си, Беатрис. Съпругът на Фернанда, Емануел, бащата на Бети, ги изоставил, за да се ожени за богата жена. Въпреки това, късметът на Фернанда се усмихва, когато се запознава с Ернан, груб авантюрист с множество проблеми. Въпреки че е живял живота по собствените си правила, той се стреми да започне нов живот с нея.
Матилде, създателката на предаването, крие своя скромен произход – баща ѝ е механик, майка ѝ продава на пазара, а брат ѝ Исмаел учи медицина. Той се влюбва в Паулина, но се отказва от нея, защото знае, че не може да ѝ предложи нищо. По ирония на съдбата, самата Матилде, която постоянно съветва брат си да погледне жена, която повече му подхожда, накрая се влюбва в Роберт, синът на Делия, която, както може да се очаква, е против тяхната връзка.
Теленовелата проследява баланса между личния и професионалния живот на четирите главни героини.

## Актьори
- Едит Гонсалес – Ванеса Нориега Бланко де Медина
- Ядира Карийо – Фернанда Ортис Баркин де Хил
- Лудвика Палета – Паулина Алварес и Хунко Наваро
- Лидия Авила – Матилде Солано Меядо де Ландета
- Синтия Клитбо – Делия Ибара Перфекта вдовица де Ландета
- Хуан Солер – Мартин Кастеянос
- Виктор Нориега – Емануел Сан Роман
- Лисардо – Ернан Хил
- Рафаел Пуенте мл. – Роберто Ландета Ибара
- Алехандро де ла Мадрид – Адриан Вайехо Наваро
- Агустин Арана – Хулиан Медина
- Далила Поланко – Ирма Лопес
- Ото Сирго – Mariano Álvarez y Junco
- Хула Посо – Доня Роса де Солано
- Роберто Байестерос – Хенаро Ареола
- Хулио Брачо – Херман Мондрагон
- Монсерат Оливер – Монсерат
- Клаудия Годинес – Джина Сан Роман
- Джесика Коч – Мария Инес Кастрехон
- Маргарита Исабел – Консуело Перфекта вдовица де Ибара
- Ирма Лосано – Карлота Наваро вдовица де Алварес и Хунко
- Салвадор Санчес – Дон Гуадалупе Солано
- Амаирани – Соня де Сан Роман
- Жаклин Волтер – Флора Наваро де Алварес и Хунко
- Еухенио Кобо – Армандо Лонгория
- Долорес Саломон – Бенита
- Мигел Лойо – Исмаел Солано
- Антонио де ла Вега – Саул
- Каролина Харамийо – Тамара
- Кендра Сантакрус – Клара Медина Нориега
- Наталия Тейес – Беатрис Ортис
- Освалдо де Леон – Ариел Кастеянос
- Алберич – Емилиано Медина Нориега
- Алехандро Нонес – Октавио Лонгория
- Урсула Монсерат – Силвия Лонгория
- Даниел Берланга – Хорхе Медина Нориега
- Джесика Мас – Мирея Аранда
- Роксана Рохо де ла Вега – Ерика Валтиера

## Премиера
Премиерата на Дума на жена е на 22 октомври 2007 г. по Canal de las Estrellas. Последният 145. епизод е излъчен на 9 май 2008 г.

## Награди и номинации
Награди TVyNovelas (2009)
| Категория                            | Личност         | Резултат   |
| ------------------------------------ | --------------- | ---------- |
| Най-добър актьор в главна роля       | Хуан Солер      | Номиниран  |
| Най-добра актриса в отрицателна роля | Синтия Клитбо   | Номинирана |
| Най-добър актьор в поддържаща роля   | Агустин Арана   | Номиниран  |
| Най-добро мъжко откритие             | Освалдо де Леон | Номиниран  |

## Версии
- O amor tem cara de mulher, бразилска теленовела от 1966 г., адаптирана от Касиано Габус Мендес.[2]
- Любовта има женско лице, мексиканска теленовела от 1971 г., с участието на Силвия Дербес, Ирма Лосано, Иран Еори и Луси Гаярдо.
- El amor tiene cara de mujer, мексикански игрален филм от 1973 г., режисиран от Тито Дейвисън.
- El amor tiene cara de mujer, аржентинска теленовела от 1976 г., с участието на Вирхиния Лаго, Кристина Техедор, Беатрис Диа Кирога, Дора Принс и Кристиан Бах.
- Principessa, мексиканска теленовела от 1984 г., адаптирана от Карлос Ромеро. Централното място е салон за красота, превърнат в бутик.
- El amor tiene cara de mujer, мексиканско-аржентинска теленовела от 1994 г., с участието на Лаура Флорес, Телма Бирал, Марита Байестерос и Лаура Новоа.